# Corsia cyclopensis
Corsia cyclopensis ist eine blattgrünlose Pflanzenart aus der Familie der Corsiaceae. 

## Merkmale
Wie alle Arten der Gattung hat auch Corsia cyclopensis die Photosynthese aufgegeben und bildet dementsprechend kein Chlorophyll mehr. Stattdessen lebt sie myko-heterotroph von einem Pilz.
Corsia cyclopensis ist eine ausdauernde Pflanze, die nur zur Blütezeit oberirdisch wächst. Aus dem Rhizom sprießt dann ein bis zu 25 Zentimeter langer, zylindrischer und hell purpurroter Stängel. Das Blattwerk ist auf zwei bis vier scheidenförmige und hell violette, dunkel nervierte Schuppenblätter reduziert, diese sind 10 bis 15 Millimeter lang, fünf- bis siebennervig und spitz zulaufend. Die Tragblätter sind den Laubblättern gleich.
Die aufrechten Einzelblüten sind endständig und stehen an Blütenstielen, die 2 bis 3,5 Zentimeter lang und glatt sind. Von den sechs Blütenblättern (je drei Tepalen in zwei Blütenblattkreisen) sind fünf linealisch, blassgelb, 10 bis 12 Millimeter lang, 0,5 Millimeter breit, einnervig und unbehaart. Das oberste sechste, das sogenannte Labellum, ist hell purpurn mit dunkler Nervatur und blass gelb umrandet, herzförmig bis rund-nierenförmig und stark vergrößert (10 bis 12 Millimeter lang und 10 bis 15 Millimeter breit). Sein Ansatz ist stark herzförmig, die Lappen sind gerundet und bis auf die Papillen am Griffelansatz ist es glatt. Der Kallus ist gelb, zum Gynostemium hin purpurn und mit einem schwarzen Fleck versehen, dreieckig bis halbmondförmig und unregelmäßig umgeben mit kleinen, fein papillösen Kalli. Am Ansatz ist das Labellum direkt mit dem 1 bis 1,5 Millimeter langen und glatten Gynostemium verwachsen. Die freien Staubfäden sind hellrosa und wie die Staubbeutel 1 Millimeter lang. Der dunkelviolette Griffel ist 2 Millimeter lang. Der glatte Fruchtknoten ist 15 bis 20 Millimeter lang, die violette Kapselfrucht bis zu 20 Millimeter.

## Verbreitungsgebiet
Corsia cyclopensis ist in Höhen um 1200 m zweimal im indonesischen Westneuguinea am Mount Cycloop gefunden worden.

## Systematik
Corsia cyclopensis wurde 1972 von Pieter van Royen erstbeschrieben und ist verwandt mit Corsia crenata und Corsia ornata. Sie wird wie diese in der Sektion Sessilis platziert, da das Labellum direkt mit dem Gynostemium verwachsen ist. Pieter van Royen zog in Betracht, dass sie zu Corsia ornata gestellt werden müsse.

## Belege
- P. Van Royen: Sertulum Papuanum 17. Corsiaceae of New Guinea and surrounding areas. In: Webbia. 27: 223–255, 1972